# Lista de sínodos da Igreja Presbiteriana Independente do Brasil
Esta lista contém todos os sínodos da Igreja Presbiteriana Independente do Brasil, na atualização do início de 2014. Atualmente a IPIB está estruturada em 17 sínodos e 60 presbitérios.

## Sínodos

### 1 Sínodo Borda do Campo - SBCP
- 1. Presbitério ABC - PABC
- 2. Presbitério Ipiranga - PIPG
- 3. Presbitério Litoral Paulista - PLIT

Presidente: Rev. Adilson de Souza Filho
Vice-Presidente: Rev. Marcos Paulo Monteiro da Cruz Bailão
1º Secretário: Rev. Ricardo José Bento
2º Secretário: Rev. Paulo Sérgio Cancela
Tesoureiro: Presbítero Armelindo
Secretário Executivo: Presbítero Ricardo Benedetti
Gestão bienal: 2011 a 2012

### 2 Sínodo Brasil Central - SBRC
- 1. Presbitério Brasil Central - PBRC
- 2. Presbitério  Distrito Federal - PDFL

Diretoria PDFL eleita até 31-12-2015 - Presidente: Rev. Vandergleison Judar, Vice-presidente: Rev. João Batista Dias, 1º Secretário: Rev. Abdias Diego da Silva Sena, 2ª Secretária: Rev. Luciana Alves do Carmo, Tesoureiro: Presb. Augusto César Damasceno de Carvalho, Secretário Executivo: Presb. Marcos Aurélio Alves Jorge.
- 3. Presbitério Luziânia -
- 4. Presbitério Mato Grosso - PMGR
- 5. Presbitério Rondônia - PRRO

### 3 Sínodo Meridional - SMER
Diretoria Eleita (2013-2014): Presidente - Presb. Odilon Alexandre Silveira Marques Pereira; Vice-Presidente - Reva. Gislaine Machado Neitsch; Primeiro Secretário - Rev. Edmilson Severino Leite; Segundo Secretário - Presb. João Henrique dos Santos; Tesoureiro - Presbítero Sidnei Luiz Tizziani; Secretário Executivo - Rev. Marcio Marques.
- 1. Presbitério Catarinense - PCAT
- 2. Presbitério Grande Florianópolis - PFLP

Diretoria eleita do PFLP(2013): Presidente - Rev. Marcio Marques; Vice-Presidente - Reva. Nicole Caldas de Farias Berndt; Primeira Secretária -  Presba. Ruth Stadelmann Ientz; Segundo Secretário - Rev. Timóteo Carriker; Secretário Executivo - Rev. Lincoln Fernandes Falcioni Pinesso; Tesoureiro - Rev. Marcelo de Gomes Centeno.
- 3. Presbitério Londrina - PLON
- 4. Presbitério Paranaense - PPAR
- 5. Presbitério Sul do Paraná - PSPR

### 4 Sínodo Minas Gerais - SMGS
- 1. Presbitério São Paulo - Minas - PSPM
- 2. Presbitério Sudoeste de Minas - PSDM
- 3. Presbitério Sul de Minas - PSMG

### 5 Sínodo Nordeste - SNDE
- 1. Presbitério Bahia - PBHA
- 2. Presbitério Nordeste - PNDT
- 3. Presbitério Pernambuco - PPEA
- 4. Presbitério Sergipe - PSGP
- 5. Presbitério Sul da Bahia - PSBA

### 6 Sínodo Norte Paulistano - SNOP
- 1. Presbitério Bandeirante - PBDT
- 2. Presbitério Freguesia - PFGS
- 3. Presbitério Santana – PRSA

### 7 Sínodo Ocidental - SOCI
- 1. Presbitério Araquarense - PARQ
- 2. Presbitério Campinas - PCAM
- 3. Presbitério Noroeste Paulista - PNOP
- 4. Presbitério Oeste – POES
- 5. Presbitério Rio Preto - PDRP

### 8 Sínodo Oeste Paulista - SOPT
- 1. Presbitério Assis - PASS
- 2. Presbitério Centro Oeste Paulista - PCOP
- 3. Presbitério Presidente Prudente  - PPRU

### 9 Sínodo Osasco - SOSA
- 1. Presbitério Carapicuíba - PCRP
- 2. Presbitério Novo Osasco - PNOS
- 3. Presbitério Osasco - POSC

### 10 Sínodo Rio-São Paulo - SRSP
- 1. Presbitério Fluminense - PFLU
- 2. Presbitério Rio de Janeiro - PRJO
- 3. Presbitério Rio-Sul - PRSL
- 4. Presbitério Vale do Paraíba - PVPB

### 11 Sínodo São Paulo - SSAO
- 1. Presbitério Leste Paulistano - PLPA
- 2. Presbitério Novo Leste Paulistano - PNLPA
- 3. Presbitério Paulistano - PPLN
- 4. Presbitério São Paulo - PSPA

### 12 Sínodo Setentrional - SSET
- 1. Presbitério Amazonas - PAMZ
- 2. Presbitério Ceará - PCEA
- 3. Presbitério Norte - PNOR

### 13 Sínodo Sudoeste Paulista - SSDP
- 1. Presbitério Botucatu - PBTC
- 2. Presbitério Central Paulista - PCEP
- 3. Presbitério Ourinhos - POUR

### 14 Sínodo Sul de São Paulo - SSSP
- 1. Presbitério Sorocaba - PSCB
- 2. Presbitério Sul de São Paulo - PSSP
- 3. Presbitério de Itupararanga - PITP

### 15 Sínodo Vale do Rio Paraná - SVRP
- 1. Presbitério Arapongas - PAPG
- 2. Presbitério Campo Grande - PCGR
- 3. Presbitério Maringá - PMAR
- 4. Presbitério Mato Grosso do Sul - PMGS
- 5. Presbitério Norte do Paraná - PNPR
- 6. Presbitério Oeste do Paraná – POPR

1. ↑  Agenda 2014 - IPIB. São Paulo: Pendão Real. 2014. p. 11 |nome1= sem |sobrenome1= em Authors list (ajuda)